# 장병희
장병희(張炳希) (1913년 - 2002년 12월 2일) 대구신학교졸업.영풍기업사설립.영풍그룹회장.